# Tarvastu jõgi
Tarvastu jõgi är ett vattendrag i Estland.   Det ligger i landskapet Viljandimaa, i den södra delen av landet, 150 km sydost om huvudstaden Tallinn. Tarvastu jõgi ligger vid sjön Võrtsjärv.